# Ora hyacintha
Ora hyacintha är en skalbaggsart som beskrevs av Willis Blatchley. Ora hyacintha ingår i släktet Ora och familjen mjukbaggar. Inga underarter finns listade i Catalogue of Life.